# جوناثان هارت
جوناثان هارت هو مؤرخ وكاتب وشاعر كندي، ولد في 1956.